# Thomas Kuchel
Thomas Henry Kuchel (Anaheim, 15 agosto 1914 – Beverly Hills, 21 novembre 1994) è stato un politico statunitense, diventato Senatore degli Stati Uniti per la California il 2 gennaio 1953 (grazie alla nomina effettuata dal Governatore della California Earl Warren) in sostituzione di Richard M. Nixon (dimessosi il giorno precedente da Senatore in quanto eletto Vice Presidente degli Stati Uniti) e poi riconfermato nelle elezioni del 1956 e del 1962, ma non si è ripresentato alle elezioni del 1968 e, quindi, il 3 gennaio 1969 ha lasciato il seggio al suo successore, il Democratico Alan Cranston.